# Bartramia niam-niamiae
Bartramia niam-niamiae là một loài rêu trong họ Bartramiaceae. Loài này được Müll. Hal. mô tả khoa học đầu tiên năm 1875.